# S/2010 J 1
S/2010 J 1 — нерегулярний зовнішній супутник Юпітера.

## Історія відкриття
S/2010 J 1, як і S/2010 J 2 — відносяться до нових відкриттів, зроблених останніми роками.
S/2010 J 1 був відкритий 7 вересня 2010 року Робертом Джейкобсоном, Мариною Брозович, Бреттом Гледманом, і М. Александерсеном за допомогою 5,1-метрового телескопу Хейла в Паломарській обсерваторії. Повідомлення про відкриття було зроблено 1 червня 2011 року. Тоді ж було повідомлено і про відкриття іншого, схожого супутника S/2010 J 2.

## Орбіта
S/2010 J 1 робить повний оберт навколо Юпітера на відстані в середньому 23,314 млн км за 724,34 дні.
Орбіта має ексцентриситет 0,320. Нахил орбіти до локальної площини Лапласа 163,2186°, тобто вона є ретроградною. Ці дані дозволяють припустити, що S/2010 J 2 належить до групи Карме.

## Фізичні характеристики
Діаметр S/2010 J 1 становить близько 2 км. Супутник складається, в основному, із силікатних порід, тому його густину можна оцінити в 2,6 г/см³.